# Lutgarde Buydens
Lutgarde Maria Celina Buydens (Leuven, 25 november 1955) is professor in de analytische chemie aan de Radboud Universiteit Nijmegen en was decaan van de faculteit Natuurwetenschappen, Wiskunde, en Informatica van 2016 tot 2022. In 2000 won ze de Christoffel Plantin Prijs en is herhaaldelijk erkend als internationaal expert in de analytisch chemie. Buydens is jaren lang lid geweest van de hoofdredactie van het wetenschappelijke tijdschrift Analytica Chimica Acta. Op 26 april 2017 werd Buydens benoemd tot Ridder in de Orde van de Nederlandse Leeuw.
In haar onderzoek ontwikkelt zij patroonherkenningsmethoden voor het selecteren van cruciale informatie uit grote hoeveelheden meetgegevens. Een belangrijk onderzoeksgebied is de analyse van spectrale beelden zoals satellietbeelden en medische scans (MRI en MRSI). Prof. Buydens heeft methoden voor patroonherkenning onder meer gebruikt om de diagnostiek van hersentumoren te verbeteren op basis van technieken om spectrale afbeeldingen te maken.